# Protvà
El Protvà - (rus) Протва - és un riu de Rússia, un afluent per l'esquerra de l'Okà. Passa per les óblasts de Moscou i de Kaluga.

## Geografia
Té una llargada de 282 km i una conca hidrogràfica de 4.620 km².
El Protvà neix als voltants de la petita vila de Samodúrovka, al sud-oest de l'óblast de Moscou, i discorre al seu inici en direcció est, més o menys paral·lel al curs del Moskvà, però més al sud. Una mica abans de la ciutat de Vereià canvia d'orientació, prenent direcció sud-est, travessa Vereià i s'endinsa en l'óblast de Kaluga.
Travessa aquesta regió de nord-oest a sud-est, tornant al final del seu recorregut a l'óblast de Moscou. Poc després desemboca al riu Okà per la vora esquerra, a 12 km per damunt de la ciutat de Sérpukhov.
El Protvà roman glaçat generalment de començaments de desembre a començaments d'abril.